# Contea di Collin
La contea di Collin (in inglese Collin County) è una contea dello Stato del Texas, negli Stati Uniti. La popolazione al censimento del 2000 era di 782 341 abitanti, il capoluogo di contea è McKinney. Si tratta della settima contea più popolosa del Texas, e della 63ª contea più grande per popolazione degli Stati Uniti.

## Storia
Sia il nome della contea che quello del suo capoluogo derivano da Collin McKinney (1766-1861), uno dei cinque uomini che hanno redatto la Dichiarazione d'indipendenza del Texas, e il più anziano dei 59 uomini che lo hanno firmato.

## Geografia fisica
| Anno | Popolazione | ±%     |
| ---- | ----------- | ------ |
| 1850 | 1 950       |        |
| 1860 | 9 264       | 375,1% |
| 1870 | 14 013      | 51,3%  |
| 1880 | 25 983      | 85,4%  |
| 1890 | 36 736      | 41,4%  |
| 1900 | 50 087      | 36,3%  |
| 1910 | 49 021      | −2,1%  |
| 1920 | 49 609      | 1,2%   |
| 1930 | 46 180      | −6,9%  |
| 1940 | 47 190      | 2,2%   |
| 1950 | 41 692      | −11,7% |
| 1960 | 41 247      | −1,1%  |
| 1970 | 66 920      | 62,2%  |
| 1980 | 144 576     | 116,0% |
| 1990 | 264 036     | 82,6%  |
| 2000 | 491 675     | 86,2%  |
| 2010 | 782 341     | 59,1%  |

Secondo l'Ufficio del censimento degli Stati Uniti d'America la contea ha un'area totale di 886 miglia quadrate (2290 km²), di cui 841 miglia quadrate (2180 km²) sono terra, mentre 45 miglia quadrate (120 km², corrispondenti al 5,1% del territorio) sono costituiti dall'acqua.

### Laghi
- Lavon Lake

### Strade principali
| - U.S. Highway 75] - U.S. Highway 380 - Dallas North Tollway - President George Bush Turnpike | - State Highway 5 - State Highway 78 - State Highway 289 - State Highway 121 - Sam Rayburn Tollway |

### Contee adiacenti
| - Grayson County (nord) - Fannin County (nord-est) - Hunt County (est) | - Rockwall County (sud-est) - Dallas County (sud) - Denton County (ovest) |

## Parchi
Nella contea di Collin sono presenti 6 parchi, i seguenti:
- Bratonia Park
- Myers Park
- Parkhill Prairie
- Sister Grove Park
- Trinity Trail
- Heard Natural Science Museum and Wildlife Sanctuary

| Anno | GOP           | DEM           | Altri        |
| ---- | ------------- | ------------- | ------------ |
| 2012 | 65,1% 195.933 | 33,5% 100.757 | 1,5% 8.432   |
| 2008 | 62,2% 184.897 | 36,7% 109.047 | 1,2% 3.513   |
| 2004 | 71,2% 174.435 | 28,1% 68.935  | 0,7% 1.784   |
| 2000 | 73,1% 128.179 | 24,4% 42.884  | 2,7% 4.357   |
| 1996 | 63,0% 83.750  | 28,5% 37.854  | 8,5% 11.321  |
| 1992 | 47,0% 60.514  | 19,0% 24.508  | 34,0% 43.811 |
| 1988 | 74,3% 67.776  | 25,1% 22.934  | 0,6% 520     |
| 1984 | 81,6% 61.095  | 18,2% 13.604  | 0,2% 139     |
| 1980 | 67,9% 36.559  | 28,2% 15.187  | 3,9% 2.115   |
| 1976 | 60,0% 21.608  | 39,0% 14.039  | 1,0% 353     |
| 1972 | 78,0% 17.667  | 21,1% 4.783   | 0,8% 187     |
| 1968 | 39,9% 6.494   | 36,4% 5.918   | 23,7% 3.850  |
| 1964 | 29,8% 3.341   | 70,0% 7.833   | 0,2% 19      |
| 1960 | 42,2% 3.865   | 57,1% 5.229   | 0,7% 64      |

## Amministrazione
Collin County è una roccaforte repubblicana nelle elezioni presidenziali e del Congresso. L'ultimo democratico a vincere nella contea fu Lyndon Baines Johnson, nel 1964. Nella Camera dei rappresentanti la maggior parte di Collin County fa parte del 3º distretto. Le porzioni orientali e nord-occidentali fanno invece parte del 4º distretto, mentre una piccola parte sud-orientale si trova nel distretto m°32. Tutti e tre i distretti sono detenuti dai repubblicani: il 3° da Sam Johnson, il 4° da John Ratcliffe, e il 32° da Peter Anderson "Pete" Sessions.

## Istruzione
I seguenti distretti scolastici servono Collin County:
- Allen Independent School District
- Anna Independent School District
- Farmersville Independent School District
- Lovejoy Independent School District
- McKinney Independent School District
- Melissa Independent School District
- Plano Independent School District
- Princeton Independent School District
- Wylie Independent School District

I seguenti distretti scolastici servono solo alcune parti di Collin County:
- Bland Independent School District (solo una parte molto piccola)
- Blue Ridge Independent School District
- Celina Independent School District
- Community Independent School District
- Frisco Independent School District
- Leonard Independent School District (solo una parte molto piccola)
- Prosper Independent School District
- Royse City Independent School District
- Trenton Independent School District (solo una parte molto piccola)
- Van Alstyne Independent School District (solo una parte molto piccola)
- Whitewright Independent School District (solo una parte molto piccola)

## Media
I media locali della contea sono:  KDFW-TV, KXAS-TV, WFAA-TV, KTVT-TV, KERA-TV, KTXA-TV, KDFI-TV, KDAF-TV, e KFWD-TV. Altre stazioni vicine che forniscono copertura a Collin County provengono da Sherman e Denison; comprendono: KTEN-TV e KXII-TV.
I quotidiani presenti nella contea includono l'Allen American, Celina Record, Frisco Enterprise, McKinney Courier-Gazette, e il Plano Star-Courier. Alcune pubblicazioni nelle zone adiacenti offrono copertura anche alla contea di Collin, come il The Dallas Morning News e il Fort Worth Star-Telegram.

## Comunità
City
- Allen
- Anna
- Blue Ridge
- Carrollton (in parte)
- Celina (in parte)
- Dallas (in parte)
- Farmersville
- Frisco (in parte)
- Garland (in parte)
- Josephine (in parte)
- Lavon
- Lowry Crossing
- Lucas
- McKinney
- Melissa
- Murphy
- Nevada
- Parker
- Plano (in parte)
- Princeton
- Richardson (in parte)
- Royse City (in parte)
- Sachse (in parte)
- Trenton (in parte)
- Van Alstyne (in parte)
- Weston
- Wylie (in parte)

Town
- Fairview
- Hebron (parzialmente)
- New Hope
- Prosper (in parte)
- St. Paul

Census-designated place
- Westminster

Comunità non incorporate
- Altoga
- Arnold
- Beverly Hill
- Bloomdale
- Branch
- Buckner
- Chambersville
- Chambliss
- Clear Lake
- Climax
- Collin
- Copeville
- Cowley
- Culleoka
- Deep Water Point Estates
- Desert
- Fayburg
- Forest Grove
- Frognot
- Kelly
- Lavon Beach Estates
- Lavon Shores Estates
- Little Ridge
- Marilee
- Milligan
- Millwood
- New Mesquite
- Pebble Beach Sunset Acres
- Pecan Grove
- Pike
- Rhea Mills
- Rockhill
- Roland
- Sedalia
- Snow Hill
- Trinity Park
- Valdasta
- Verona
- Walnut Grove
- Wetsel
- Winningkoff
- Yucote Acres

Comunità storiche
- Lebanon
- Lolaville
- Renner
- Shepton

Città fantasma
- Biggers
- Nickelville
- Parris